# Mała Starycia
Mała Starycia (ukr. Мала Стариця) – wieś na Ukrainie, w obwodzie kijowskim, w rejonie boryspolskim, w hromadzie Boryspol. W 2001 liczyła 210 mieszkańców, spośród których 192 wskazało jako ojczysty język ukraiński, a 18 rosyjski.